# Paraschwagerina
Paraschwagerina es un género de foraminífero bentónico de la subfamilia Pseudoschwagerinae, de la familia Schwagerinidae, de la superfamilia Fusulinoidea, del suborden Fusulinina y del orden Fusulinida. Su especie tipo es Schwagerina gigantea. Su rango cronoestratigráfico abarca desde el Asseliense hasta el Sakmariense (Pérmico inferior).

## Discusión
Clasificaciones más recientes incluyen Paraschwagerina en la superfamilia Schwagerinoidea, y en la subclase Fusulinana de la clase Fusulinata.

## Clasificación
Se han descrito numerosas especies de Paraschwagerina. Entre las especies más interesantes o más conocidas destacan:
- Paraschwagerina gigantea

Un listado completo de las especies descritas en el género Paraschwagerina puede verse en el siguiente anexo.
En Paraschwagerina se han considerado los siguientes subgéneros:
- Paraschwagerina (Acervoschwagerina), aceptado como género Acervoschwagerina
- Paraschwagerina (Changmeia), también considerado como género Changmeia
- Paraschwagerina (Klamathina), aceptado como género Klamathina